# Yves Montand chante Jacques Prévert
Albums de Yves Montand
Dansez avec Yves Montand Récital 1963 (2 LP)
Yves Montand chante Jacques Prévert est un album d'Yves Montand publié en 1962 par les disques Philips en « haute fidélité monorale ». Il est orchestré par Hubert Rostaing et arrangé par le pianiste Bob Castella, tous deux fidèles compagnons de scène d'Yves Montand. L'indexation détaillée des titres de l'album est suivi ici d'un historique de publication des titres en petit format (EP 45).

## Édition originale de 1962

### Style de l'album
- chanson française, poèmes mis en musique, swing, jazz.

### Informations générales du LP original
Ce disque LP d'une durée de 36:59 pour 15 titres "studio" se décompose comme suit :
- Face "A" - 19:00 (7 titres enregistrés en studio)
- Face "B" - 17:58 (8 titres enregistrés en studio)

Il comprend, entre autres, les nouvelles versions de 5 titres précédemment enregistrés et pressés en différents formats : « Les cireurs de souliers de Broadway », « Les Feuilles mortes », « Sanguine », « Barbara » et « Les enfants qui s’aiment ».

### Personnel et enregistrement
- Enregistrement en studio : (date(s) et lieu(s) non connus)
- Avec le personnel de Bob Castella et son orchestre (la liste des musiciens n'est pas précisée, mais supposée identique aux précédents albums en l'absence de sources plus complètes et d'après la photo de l'album[2]).
  - Bob Castella : piano, direction d'orchestre
  - Freddy Balta : accordéon
  - Hubert Rostaing : clarinette
  - Emmanuel Soudieux : contrebasse
  - Roger Paraboschi : batterie, percussions
  - René Duprat dit Didi Duprat : guitare
  - Claude Gousset : trombone

- Production et son

### Design de couverture
- Bien que ne contenant qu'un disque, la pochette originale[1] est une pochette triple, au dos toilé (réf. Philips L77.473L). Le premier plat est uniquement typographique sur fond noir[4], avec les noms Yves Montand et Jacques Prévert en caractères blancs et rouges. Au sixième plat figure une grande photo[2] de Montand chantant dans un cabaret ou un club de jazz, accompagné par un tromboniste et un guitariste en premier plan, et un contrebassiste et un batteur en arrière-plan. Les plats 2 à 5 comprennent un texte de présentation ainsi que les paroles des chansons.

### Indexation détaillée des titres
| Année de sortie | Titres indexés Face "A" / Face "B"                                | Durée de la piste | Auteur(s) ("P" : Paroles) ("M" : Musique) | Arrangeur    | Éléments complémentaires Références discographiques                                  |
| --------------- | ----------------------------------------------------------------- | ----------------- | ----------------------------------------- | ------------ | ------------------------------------------------------------------------------------ |
| 1962            | A1. Les cireurs de souliers de Broadway (nouvelle version studio) | 3.44              | (P) Jacques Prévert (M) Henri Crolla      | Bob Castella | LP 33 Disques Philips Philips – 77.479 L Accompagné par Bob Castella & son orchestre |
| 1962            | A2. Chanson                                                       | 1.14              | (P) Jacques Prévert (M) Joseph Kosma      | Bob Castella | (Philips – 77.479 L) Accompagné par Bob Castella & son orchestre                     |
| 1962            | A3. Dans ma maison                                                | 3.39              | (P) Jacques Prévert (M) Joseph Kosma      | Bob Castella | (Philips – 77.479 L) Accompagné par Bob Castella & son orchestre                     |
| 1962            | A4. En sortant de l'école                                         | 2.35              | (P) Jacques Prévert (M) Joseph Kosma      | Bob Castella | (Philips – 77.479 L) Accompagné par Bob Castella & son orchestre                     |
| 1962            | A5. On frappe                                                     | 1.20              | (P) Jacques Prévert (M) Joseph Kosma      | Bob Castella | (Philips – 77.479 L) Accompagné par Bob Castella & son orchestre                     |
| 1962            | A6. Paris at night                                                | 1.27              | (P) Jacques Prévert (M) Joseph Kosma      | Bob Castella | (Philips – 77.479 L) Accompagné par Bob Castella & son orchestre                     |
| 1962            | A7. Les Feuilles mortes (nouvelle version studio)                 | 5.01              | (P) Jacques Prévert (M) Joseph Kosma      | Bob Castella | (Philips – 77.479 L) Accompagné par Bob Castella & son orchestre                     |
| 1962            | B1. Sanguine (nouvelle version studio)                            | 2.46              | (P) Jacques Prévert (M) Henri Crolla      | Bob Castella | (Philips – 77.479 L) Accompagné par Bob Castella & son orchestre                     |
| 1962            | B2. Le miroir brisé                                               | 1.30              | (P) Jacques Prévert (M) Joseph Kosma      | Bob Castella | (Philips – 77.479 L) Accompagné par Bob Castella & son orchestre                     |
| 1962            | B3. Le jardin                                                     | 1.10              | (P) Jacques Prévert (M) Joseph Kosma      | Bob Castella | (Philips – 77.479 L) Accompagné par Bob Castella & son orchestre                     |
| 1962            | B4. Quelqu'un                                                     | 2.20              | (P) Jacques Prévert (M)Christiane Verger  | Bob Castella | (Philips – 77.479 L) Accompagné par Bob Castella & son orchestre                     |
| 1962            | B5. Page d'écriture                                               | 2.42              | (P) Jacques Prévert (M) Joseph Kosma      | Bob Castella | (Philips – 77.479 L) Accompagné par Bob Castella & son orchestre                     |
| 1962            | B6. Barbara (nouvelle version studio)                             | 3.31              | (P) Jacques Prévert (M) Joseph Kosma      | Bob Castella | (Philips – 77.479 L) Accompagné par Bob Castella & son orchestre                     |
| 1962            | B7. Fable                                                         | 1.54              | (P) Jacques Prévert (M) Joseph Kosma      | Bob Castella | (Philips – 77.479 L) Accompagné par Bob Castella & son orchestre                     |
| 1962            | B8. Les enfants qui s’aiment (nouvelle version studio)            | 2.05              | (P) Jacques Prévert (M) Joseph Kosma      | Bob Castella | (Philips – 77.479 L) Accompagné par Bob Castella & son orchestre                     |

## Historique de publication des titres en petit format (EP 45)
- 1962 : A1. Dans ma maison / B1. En sortant de l'école (titres A3 et B4 de l'album) ∫ Disque SP 45 Philips - Philips B 373.317 F.

## Rééditions au format "disque EP / LP" et "compact-disc CD"
Les rééditions de l'album (Philips B77.740L et Philips 6332 226) comportent une pochette simple présentant une photo de Jacques Aubert figurant Yves Montand fumant une cigarette qu'il tient entre ses doigts, assis de trois quart dos à une cheminée d'intérieur. Le verso sur fond blanc délivre des indications de titres pour chaque face et détaille les droits d'auteurs (paroles, musiques et maison d'édition).
Rééditions et versions "export" LP
- 1962 : Yves Montand chante Jacques Prévert ∫ Disque LP 33 Philips 77.740 L (BIEM) puis Philips 6332.226 (SACEM).
- 1969 : Montand chante Prévert ∫ Disque LP 33 Philips / Philips 844 886 (Canada).
- 1973 ? : Yves Montand chante Jacques Prévert ∫ Disque LP 33 Philips / Philips 9198 363/SEL RP 689 (commercialisé avec un autocollant Le Disque d'Or en Corée du Sud).
- 1982: Yves Montand canta Jacques Prévert ∫ Disque LP 33 Philips / Philips 844 886 (Italie).

Rééditions en version CD et CD remasterisé.
- 1993 : Montand chante Prévert ∫ CD Philips - Polygram / Polygram 838.681-2.
- 1996 : Montand chante Prévert ∫ CD L'esprit Poète (remasterisé) / L'esprit Poète 0077690 (PID 042283868120).
- 1998 : Montand chante Prévert ∫ CD Philips - Polygram / Polygram 838.681.

## Autres publications de même titre et sans rapport avec le présent LP de 1962
N.B. 1 : Il existe aussi un album compilation Montand chante Prévert diffusé par le label Versailles / Sony BMG depuis 1997 : l'index des titres est totalement différent compilant des versions studio et en public de différentes époques pour une durée plus courte (32:24 • 11 titres / design de couverture différent / références : Versailles 488 9032).
N.B. 2 : Il existe aussi un livre-disque Yves Montand chante Jacques Prévert diffusé par la maison de disques Philips et à destination du jeune public, des enfants. Il contient 4 titres :  « En sortant de l'école », « Le chat et l'oiseau », « Pages d'écriture » et « On frappe ».
- 1974[7] : Yves Montand chante Jacques Prévert ∫ Livre-disque EP 45 Philips / Philips 6274 050.

## Succès
Selon l'autocollant apposé sur des rééditions Philips notamment disponibles en Asie du Sud-Est, l'album est disque d'or depuis les années soixante-dix : les ventes certifiées de cet album uniquement en version LP dépassent donc les 100 000 exemplaires.
L'album est conseillé à l'écoute par le journal spécialisé Le Monde de l'éducation dans son dossier Les poèmes de Prévert, publié dans le cadre d'une série d'articles dénommée œuvres pour l'enseignement du français en premier cycle.